# Sinuessa
Sinuessa (en griego: Σινούεσσα o Σινόεσσα) fue una ciudad ubicada en la región de la Campania antigua, al sureste de Roma y a orillas del Mar Tirreno, 10 km al norte del estuario del Volturno. Se comunicaba con Roma y Brindisi por la vía del Apia. Sus ruinas yacen hoy entre los actuales municipios de Mondragone y Sessa Aurunca, en la provincia de Caserta.

## Toponimia
Según al geógrafo e historiador griego Estrabón, Sinuessa derivaría del topónimo en latín sinus, nombre con el que se le conocía al cercano Golfo de Gaeta.

## Historia

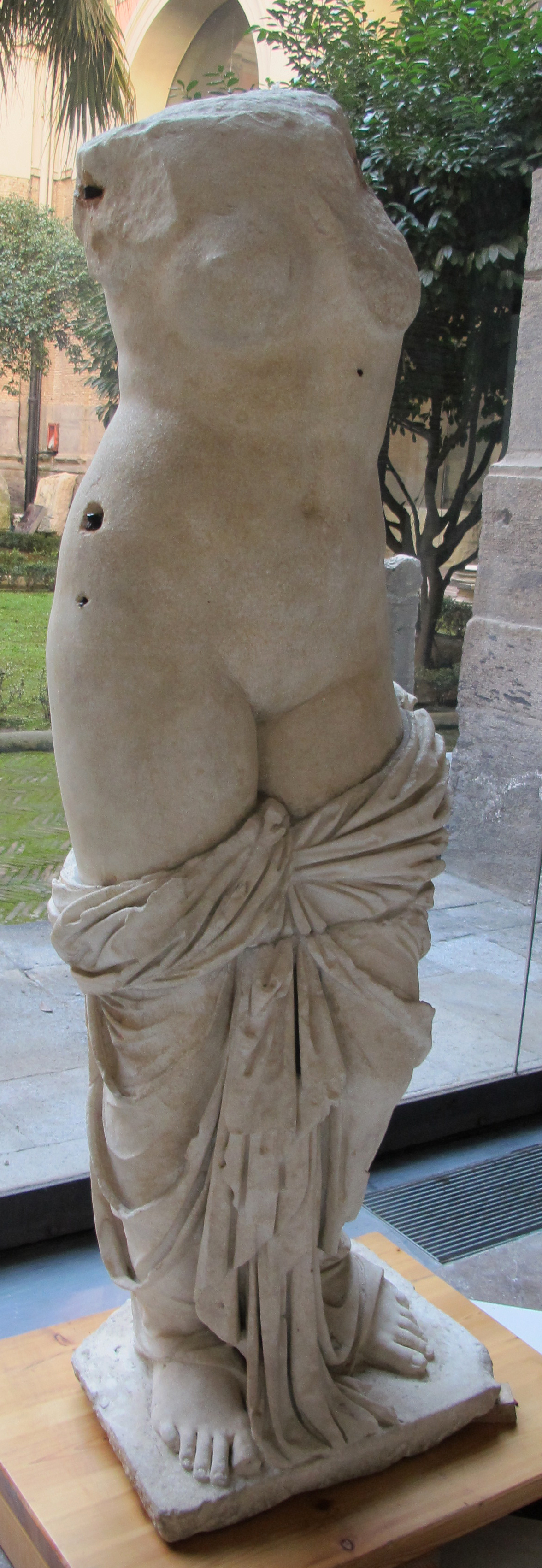
La Venus de Sinuessa, depositada en el Museo Arqueológico Nacional de Nápoles, copia romana de un original helenístico.

Sinuessa fue una colonia romana fundada en el año 296 a. C., junto con Minturnae, en el contexto de las guerras samnitas, para asegurarse de los Samnitas.
Sinuessa pareció haber crecido en importancia, pero fue severamente devastada en el 217 a. C. por Aníbal, cuya caballería llegó hasta las mismas puertas de la ciudad. Posteriormente trató de tener un ejército mancomunal con la cercana Minturnae. Su posición en la Vía Apia, sin duda, contribuyó en gran medida a su prosperidad, se menciona con frecuencia que Julio César se detuvo allí durante sus viajes desde Brindisi a Roma, sobre todo en el 49 a. C.
Ya en época imperial, los siglos I y II fueron un momento muy floreciente para la localidad, ya que numerosos senadores y caballeros romano construyeron lujosas villas en ella, condición que se vio reforzada con la construcción e inauguración de la via Domiciana en el año 96, lo que comvirtió a Sinuessa en un importante foco comercial, relacionado con el moderno e importante puerto de Puteoli. Así mismo, sus termas fueron muy famosas en esta época y era bien conocida por la producción del vino Falerno.
Con el final del Imperio romano, fue saqueada por los bárbaros, pero su abandono definitivo se produjo por los fenómenos telúricos, típicos de esta zona de Italia, conocidos como bradisismo y relacionados con los campos Flegreos, que terminaron por sumergirla y obligaron a sus habitantes a abandonarla.

## En la ficción
En la última temporada de Spartacus, serie producida por Starz y DeKnight Productions, el ejército rebelde toma la ciudad por varios días, en esta, la ciudad es muy poblada y un punto importante de comercio para Roma, lo que supone un golpe crucial por parte de los rebeldes de Spartacus, los cuales saquearon la ciudad hasta que fue recuperada por Craso.